# Sylt-Ost

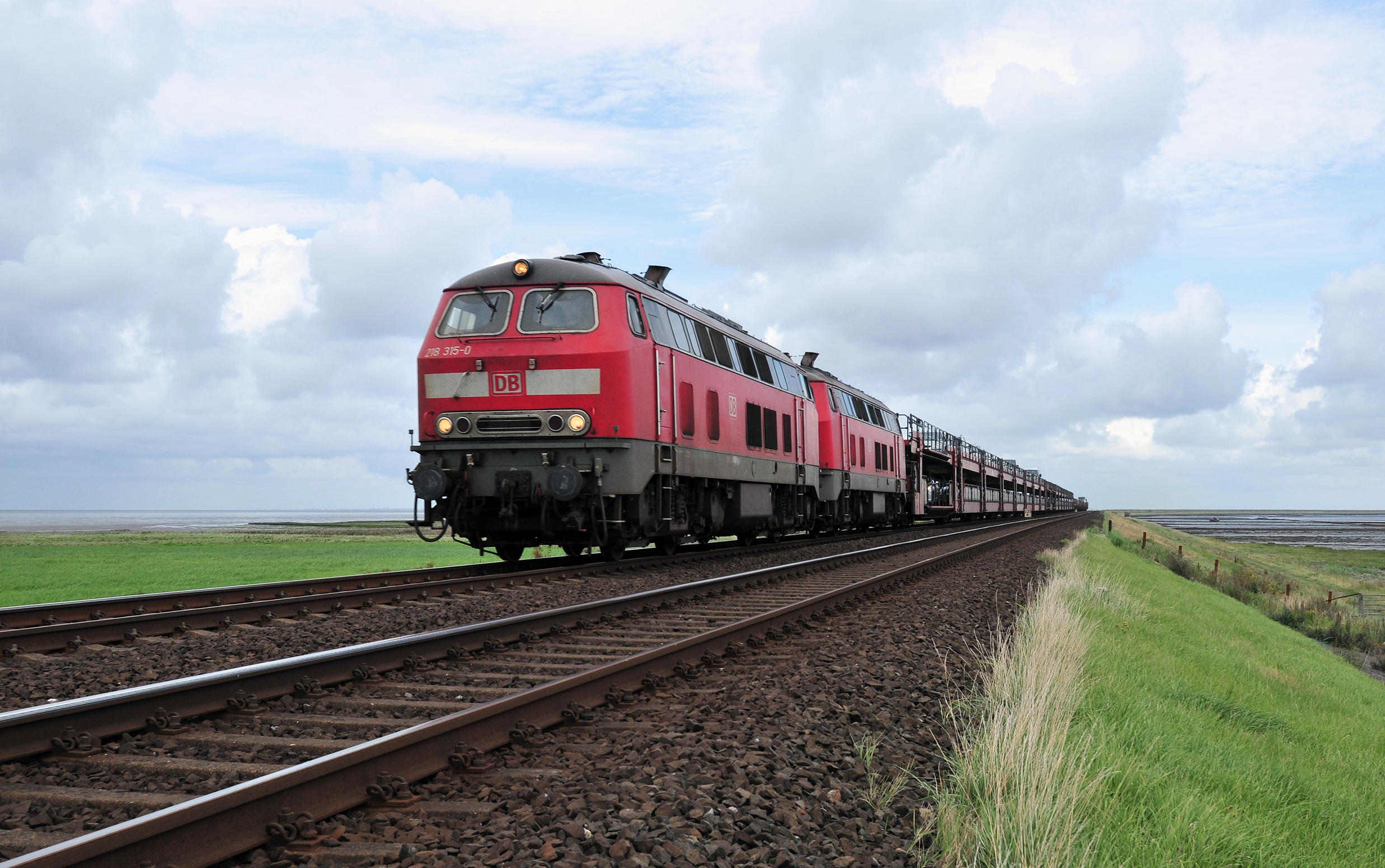
Ankunft des Sylt Shuttle in Sylt-Ost am Ende des Hindenburgdamms

Sylt-Ost (Dänisch: Sild Øst) war eine Gemeinde auf der Insel Sylt im Kreis Nordfriesland in Schleswig-Holstein, die von 1970 bis 2008 existierte. Sitz der Gemeinde war Keitum. Die hauptamtlich verwaltete Gemeinde war Verwaltungssitz des Amtes Landschaft Sylt und führte für dieses die Verwaltungsgeschäfte durch.

## Geschichte
Die Gemeinde wurde am 31. Dezember 1969 aus den bis dahin selbständigen Gemeinden Archsum, Keitum, Morsum und Tinnum gebildet. Diese ehemaligen Gemeinden und der Ort Munkmarsch (ehemals Gemeinde Keitum) bildeten die fünf Ortsteile der Gemeinde. Diese führten gemäß Hauptsatzung die Bezeichnung „Seebad“. In den Ortsteilen wurden Ortsbeiräte gewählt.
Per Bürgerentscheid im Mai 2008 wurde der Zusammenschluss der Gemeinde Sylt-Ost mit der Stadt Westerland zum 1. Januar 2009 beschlossen.
Dieser Fusion trat später auch die bis dahin selbständige Gemeinde Rantum bei. Seit dem 1. Januar 2009 sind diese bisherigen Gemeinden und die Stadt Westerland zur neuen Gemeinde Sylt (auf Sylt) verbunden.

## Politik
Von den zuletzt 19 Sitzen in der Gemeindevertretung hatte die Wählergemeinschaft SWG nach der (letzten) Kommunalwahl 2008 acht Sitze, die CDU sechs, die SPD drei und der SSW hatte zwei Sitze.

## Wappen
Blasonierung: „Von Gold und Blau gesenkt geteilt. Oben an der Teilungslinie eine strahlende rote Sonne, darüber - zur Mitte ansteigend - fünf achtstrahlige blaue Sterne, unten ein nach links schwimmender silberner Hering.“
Die fünf Sterne des 2002 genehmigten und von einem Sylter Künstler entworfenen Wappens stehen für die damaligen fünf Dörfer der Gemeinde. Der Hering soll die ehemalige Verbundenheit der Gemeinden zum Heringsfang darstellen und wurde schon im 17. Jahrhundert als Siegel der Sylter Landvogtei geführt. Die Farben sind die alten friesischen Farben, die sich auch in den traditionellen Trachten widerspiegeln.

## Wirtschaft
Wichtigster Wirtschaftszweig der ehemaligen Gemeinde war der Tourismus, von dem fast alle Wirtschaftsbetriebe unmittelbar oder mittelbar abhängig waren. Eine untergeordnete Rolle spielte dagegen zuletzt die Landwirtschaft, die bis Mitte des 20. Jahrhunderts, vor dem Aufkommen des Fremdenverkehrs in den Dörfern die dominierende Einnahmequelle der Bevölkerung war.

## Verkehr
Die Gemeinde lag an der Marschbahn.